# Moisés Paniagua
Moisés Paniagua Leaño (* 16. August 2007 in Tarija) ist ein bolivianischer Fußballspieler. Der Mittelfeldspieler steht aktuell bei Always Ready unter Vertrag. Außerdem spielt er für die Fußballnationalmannschaft Boliviens.

## Karriere

### Im Verein
Paniagua wurde in der südbolivianischen Stadt Tarija geboren. Sein Bruder Emanuel ist ebenfalls Fußballspieler. Moisés Paniagua begann in seiner Geburtsstadt bei den Vereinen Chancheritos, García Agreda und San José de Tarija, letzterer ist ein Partnerverein vom Club San José aus Oruro. Zum zweiten Halbjahr 2022 wechselte er, gemeinsam mit seinem Bruder, in die Nachwuchsakademie des dreimaligen bolivianischen Meisters Club Deportivo Always Ready in La Paz. Dort debütierte er bereits am 19. Oktober 2022 in der ersten bolivianischen Liga, als er beim 1:0-Sieg gegen Royal Pari in der 68. Spielminute eingewechselt wurde. Paniagua erzielte dabei den 1:0-Siegtreffer in der 86. Spielminute, wodurch er der jüngste Torschütze in der ersten bolivianischen Liga wurde.
Zur folgenden Saison 2023 wurde Paniagua fester Bestandteil der ersten Mannschaft von Always Ready. Als Rotationsspieler kam er in den meisten Partien zum Einsatz, teils sogar in der Startformation. Direkt in seinem zweiten Ligaspiel, einem 5:0-Sieg gegen Gran Mamoré, konnte er sein zweites Tor erzielen. Insgesamt gelangen ihm drei Saisontore. Daneben gab er im Spiel gegen den CD Magallanes sein internationales Debüt in der Qualifikation zur Copa Libertadores. Im Verlauf der Saison 2024 avancierte Paniagua dann zum Stammspieler bei Always Ready. Daneben wurde er durch seinen Treffer beim 6:1-Sieg gegen Sporting Cristal aus Peru in der Qualifikation zur Copa Libertadores zum zweitjüngsten Spieler, der in diesem Wettbewerb ein Tor erzielte. Ende 2024 wurde er vom Guardian in eine Liste der sechzig größten Talente aufgenommen. Beim 7:2-Sieg gegen den Club Jorge Wilstermann am 4. Mai 2025 gelangen ihm erstmals zwei Tore in einem Spiel.

### In der Nationalmannschaft
Paniagua ist bolivianischer Nationalspieler, zuvor durchlief er mehrere Nachwuchsnationalmannschaften. 2023 nahm er mit der U-17-Nationalmannschaft an der U-17-Südamerikameisterschaft in Ecuador teil, schied jedoch mit seinem Team nach der Gruppenphase aus. Paniagua kam in allen vier Spielen zum Einsatz und erzielte dabei ein Tor. 2025 nahm er dann mit der U-20 an der U-20-Südamerikameisterschaft in Venezuela teil, schied jedoch erneut in der Gruppenphase aus.
Bereits im September 2024 wurde Paniagua von Nationaltrainer Óscar Villegas in den Kader der bolivianischen Fußballnationalmannschaft berufen. Bei den beiden Spielen in der Qualifikation zur Weltmeisterschaft 2026 kam er jedoch nicht zum Einsatz. Nachdem er für die restlichen Länderspiele 2024 nicht nominiert worden war, berief ihn der Trainer im März 2025 erneut in den Kader. Bei der 1:3-Niederlage gegen Peru am 21. März 2025 gab er so sein Debüt für die Bolivianische Nationalmannschaft, als er in der 87. Spielminute für Miguelito eingewechselt wurde. So wurde er der sechstjüngste Spieler der bolivianischen Nationalmannschaft aller Zeiten. Im Juni 2025 stand er bei der 0:2-Niederlage gegen Venezuela sogar in der Startformation der Mannschaft.